# 허영범
허영범(1958년 ~ )은 대한민국의 경찰공무원이다. 1985년 경찰 간부호보생 33기 경위 계급으로 경찰에 임용되었다.

## 학력
- 동국대학교 경찰행정학과
- 동국대학교 행정대학원 공안행정학과

## 경력
- 2014년 1월 13일 ~ 2014년 8월 28일 : 서울지방경찰청 수사국 국장
- 2014년 8월 29일 ~ 2015년 12월 22일 : 경찰청 보안국 국장
- 2015년 12월 28일 ~ 2016년 9월 22일 : 제26대 대구광역시지방경찰청 청장[3]
- 2016년 9월 22일 ~ 2017년 7월 28일 : 제27대 부산광역시지방경찰청 청장[4]